# 上桑名川駅
上桑名川駅（かみくわながわえき）は、長野県飯山市大字照岡にある、東日本旅客鉄道（JR東日本）飯山線の駅である。

## 歴史
- 1931年（昭和6年）9月16日：飯山鉄道の駅として開業[1][3]。
- 1944年（昭和19年）6月1日：国有化とともに廃止[1][3]。
- 1951年（昭和26年）10月10日：国鉄により、再び開業[1][3]。
- 1987年（昭和62年）4月1日：国鉄分割民営化により、東日本旅客鉄道の駅となる[3]。
- 2014年（平成26年）8月中旬 - 12月中旬：待合室がリニューアル[4]。

## 駅構造
集落の高台に位置する単式ホーム1面1線を持つ地上駅である。
飯山駅管理の無人駅である。ホームは長野方面に向かって左側に設置されており、駅舎はなく待合室があるのみである。待合室は「悠久の流れ千曲川の移り変わる四季と唱歌 ふるさとの情景」をコンセプトとして、2014年（平成26年）8月中旬 - 12月中旬にリニューアルされた。

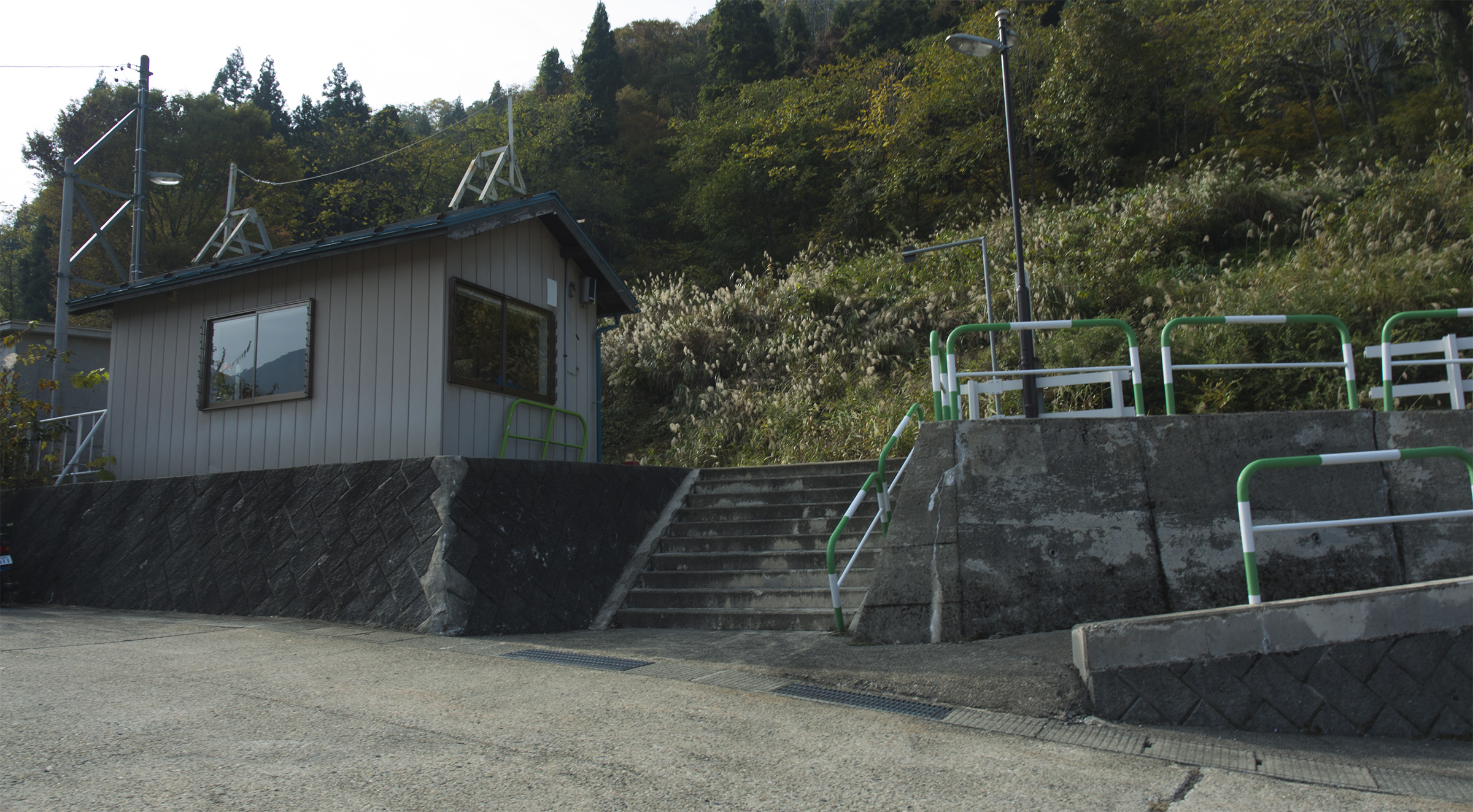
待合室リニューアル前の出入口（2013年11月）
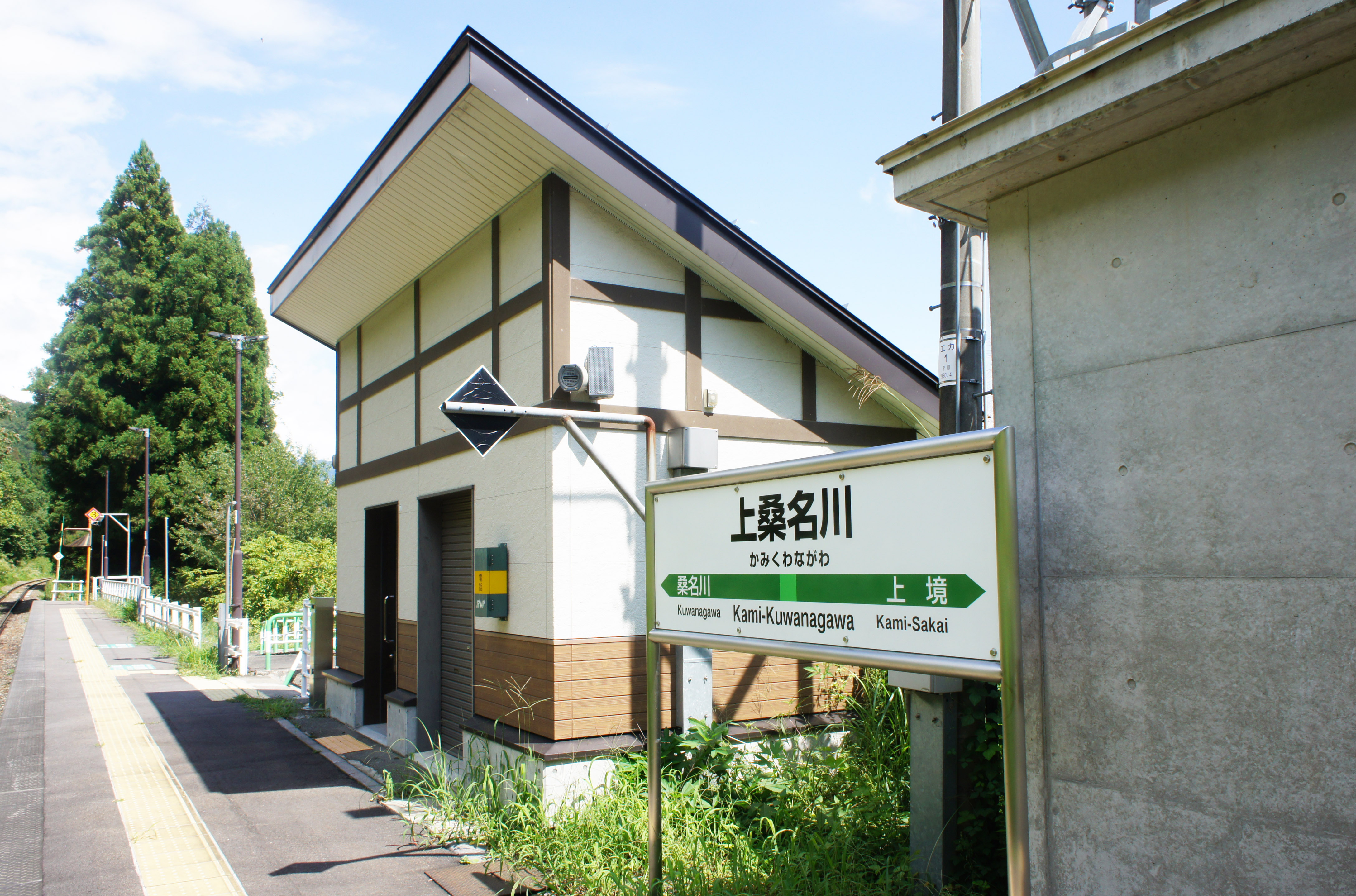
リニューアル後の待合室（2021年9月）
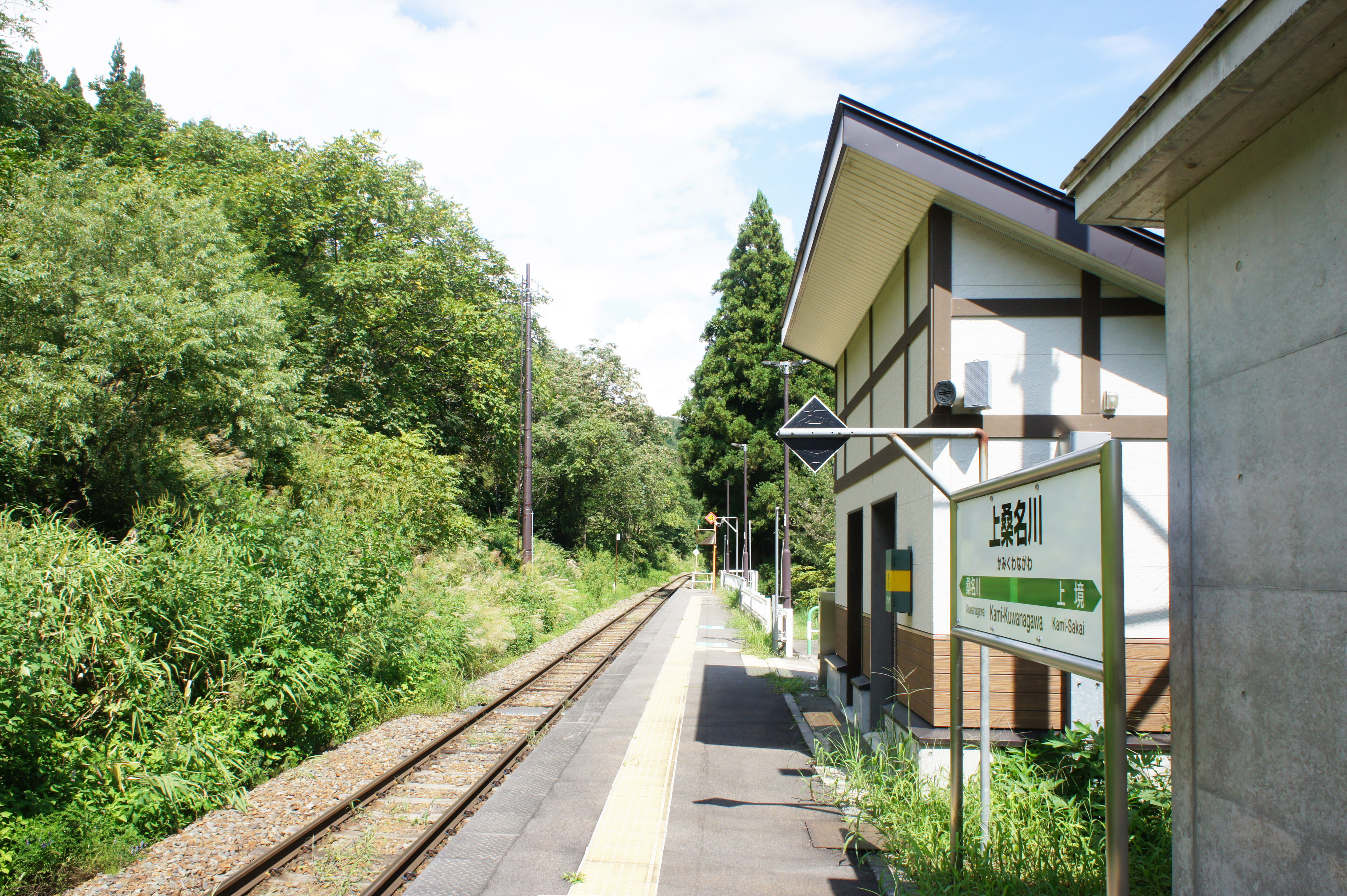
ホーム（2021年9月）

## 利用状況
「長野県統計書」によると、2009年度（平成21年度）- 2011年度（平成23年度）の1日平均乗車人員の推移は以下のとおりであった。
| 乗車人員推移       | 乗車人員推移     | 乗車人員推移 |
| 年度               | 1日平均 乗車人員 | 出典         |
| ------------------ | ---------------- | ------------ |
| 2009年（平成21年） | 13               | [ 2 ]        |
| 2010年（平成22年） | 14               | [ 6 ]        |
| 2011年（平成23年） | 14               | [ 7 ]        |

## 駅周辺
- 千曲川[2]
- 長野県道408号箕作飯山線[1]

## 隣の駅
東日本旅客鉄道（JR東日本）
■飯山線
上境駅 - 上桑名川駅 - 桑名川駅